# Complutum

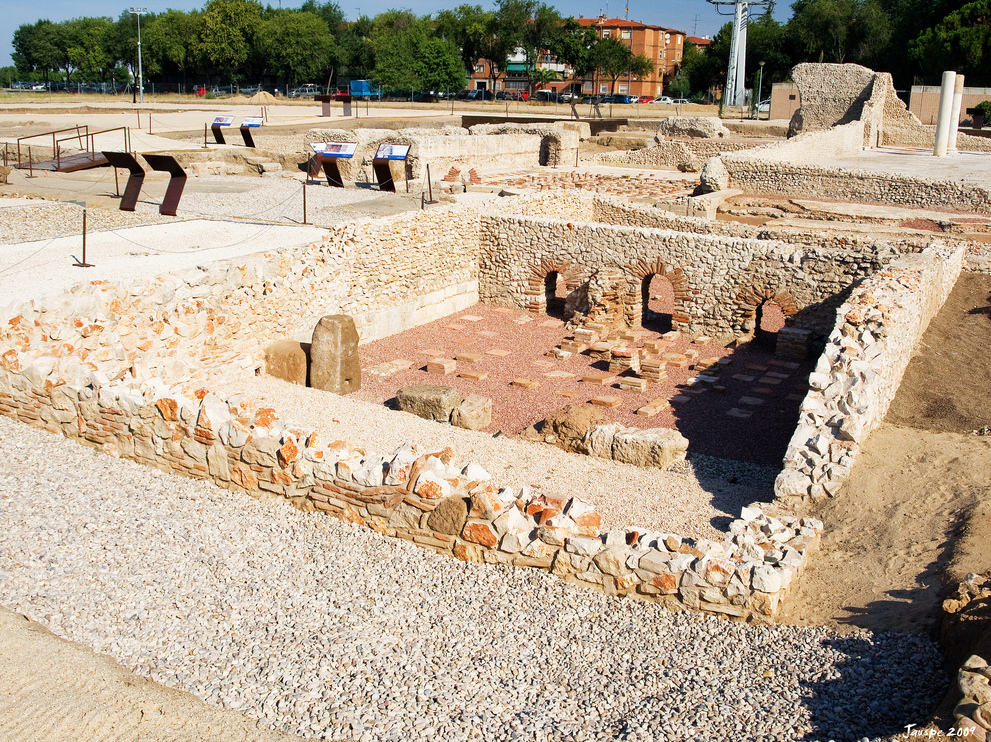
Ausgrabungen im ehemaligen Complutum

Complutum, heute Alcalá de Henares in der spanischen Autonomen Gemeinschaft Madrid, war eine keltiberische Stadt. Die Bewohner waren Carpetani.
Erst in christlicher Zeit bekam der Ort eine gewisse Bedeutung und wurde Bischofsstadt vom 5. Jahrhundert bis 1099. Die Neubegründung des Bistums erfolgte 1991.
Der Name der 1499 in Alcalá de Henares gegründeten Universität Complutense Madrid leitet sich vom lateinischen Complutum ab. 